# جورج سيل
جورج سيل (بالإنجليزية: George Sale)‏ (1091-1149هـ/1697-1736م) هو مستشرق إنجليزي ومحامي ولد في عام 1697 م بمدينة كانتربري (كانتربيري) في مقاطعة كنت (كنت) بإنجلترا (إنجلترا)، والمتوفى سنة 1736 م بلندن (لندن)، والذي عرف عنه ترجمته لمعاني القرآن الكريم باللغة الإنجليزية سنة 1734 م، وهو أيضا كاتب للمعجم المسمى بالمعجم العام - The General Dictionary [الإنجليزية]- والموجود على شكل سجلات في عشر مجلدات.

## حياته
تلقى سيل تعليمه في مدرسة الملك بكانتربري (King's School, Canterbury [الإنجليزية])، وفي عام 1720 م أصبح طالبا في المعبد الداخلي " Inner Temple [الإنجليزية]" وهي جمعية متخصصة لتخريج المحامين والقضاة حيث عرف عنه أنه تدرب كمحامي في بداياته الأولى ثم انقطع عن نشاطاته القانونية والتي عاد إليها للحاجة إلى مهنيته، وكان سيل من الأعضاء الأوائل في جمعية تعزيز المعرفة بالمسيحية" Society for Promoting Christian Knowledge [الإنجليزية]"، وقد عانى «سيل» من شدة الحمى في أيامه الأخيرة وتوفي متأثرا بذلك في 13 من نوفمبر لعام 1736 م في منزله بشارع ستراند (ستراند (لندن))، ودفن بكنيسة القديس كلمنت دينز " St. Clement Danes [الإنجليزية]" تاركا خلفه زوجته وخمسة من الأبناء.

## عمله كمترجم
عني سيل ولمدة كافية بدراسة اللغات الشرقية وغيرها سواء الحديث منها أو القديم، وقد ساعده في فهم اللهجات الشرقية مترجم الملك في ذلك الوقت كارلوس داديتشي (Carolus Dadichi)، كما عرف عنه أنه أمضى 25 عاما في جزيرة العرب والتي تعلم من خلالها اللغة العربية وبعض العادات، وهو ماصرح به فولتير (فولتير) في قاموسه المعجمي (Dictionnaire Philosophique [الإنجليزية]) في مقالتيه الأولى عن القرآن والثانية عن هاروت وماروت، وعلى النقيض من ذلك ذكر هارولد تومسون في معجم السير الوطنية قاموس السير الوطنية أنه لم يغادر دولته قط
تمكن جورج سيل في عام 1734 م من نشر ترجمته لمعاني القرآن الكريم باللغة الإنجليزية والتي قدمها إلى اللورد جون كارتريت (John Lord Carteret [الإنجليزية])، والتي قدم سيل فيها العديد من الملاحظات ومقدمة تمهيدية وضح من خلالها عمق معرفته بتقاليد المشرق واخلاقه وانظمته، وانتقد ترجمة إنكليزية أقدم مأخوذة عن الترجمة الفرنسية نسبها إلى ألكسندر روس، واغدق فولتير مديحا جما على ترجمة سيل تلك، ولكن مع هذا كله لم يضع سيل الإسلام بمكانة مساوية للمسيحية حيث قال:
«على الرغم من أن محمدا قد قدم للعرب في زمانه أفضل دين يمكنه والمفضل- على الأقل -بالنسبة لأولئك الوثنيين القدامى، فإنني أعترف أنني لا أرى ما يمنعه من الحصول على الاحترام، والذي بالطبع لايقارن مع مايستحقه موسى وعيسى اللذين قد أتيا بتشريعات حقيقية من السماء ولا بماينوس ونوما، آخذين بعين الاعتبار تميزه عن الكاتب المتعلم والذي يعتقد بان استخدام الدجل لتأسيس دين جديد جريمة كبرى، حيث أنه دعى إلى الاعتراف بوحدانية الله وتحطيم الأصنام دون أن يستخدم نفس الوسائل للحصول على السمعة من خلال وضع قوانين وأنظمة لجعل تلك الوثنية الموجودة مسبقا أكثر تنظيما».
أعيدت طباعة ترجمة سيل لمعاني القرآن الكريم حتى وقتنا الحاضر، وفي يناير من عام 2007 أدى كيث إلسون (كيث إليسون)- أول مسلم ينتخب عضوا في الكونغرس الأمريكي- اليمين الدستورية على نسخة قديمة من ترجمة سيل لمعاني القرآن الكريم، والذي تم ضمها إلى مكتبة الكونغرس في القرن التاسع عشر على يد توماس جيفرسون 
كان سيل أيضا ضمن المدققين في الجزء الثاني من الكتاب المقدس - العهد الجديد (العهد الجديد)- باللغة العربية والذي صدر عن جمعية تعزيز المعرفة المسيحية في عام 1726 م، وكان لديه مكتبة تحوي مخطوطات نادرة وقيمة كتبت بالفارسية والتركية وأصول اللغة العربية- والموجودة الآن بمكتبة بودلين (مكتبة بودلي) بأوكسفورد (أكسفورد)-.